# كلارنس كليمونز
كلارنس كليمونز (بالإنجليزية: Clarence Clemons)‏ (و. 1942 – 2011 م) هو موسيقي، وممثل، وعازف ساكسفون، ولاعب كرة قدم أمريكية من الولايات المتحدة الأمريكية . ولد في نورفولك، فيرجينيا .
توفي في بالم بيتش، فلوريدا .بسبب سكتة دماغية .

## روابط خارجية
- كلارنس كليمونز على موقع IMDb (الإنجليزية)
- كلارنس كليمونز على موقع ميوزك برينز (الإنجليزية)
- كلارنس كليمونز على موقع رولينغ ستون (الإنجليزية)
- كلارنس كليمونز على موقع أول موفي (الإنجليزية)
- كلارنس كليمونز على موقع قاعدة بيانات الأفلام السويدية (السويدية)
- كلارنس كليمونز على موقع إن إن دي بي (الإنجليزية)
- كلارنس كليمونز على موقع أول ميوزيك (الإنجليزية)
- كلارنس كليمونز على موقع ديسكوغز (الإنجليزية)
- كلارنس كليمونز على موقع قاعدة بيانات الفيلم (الإنجليزية)